# 亨德里克·洛伦兹
亨德里克·安东·洛伦兹（荷蘭語：Hendrik Antoon Lorentz，1853年7月18日—1928年2月4日）又译罗伦兹，荷兰物理学家，曾与彼得·塞曼共同获得1902年诺贝尔物理学奖，并於1881年当选荷蘭皇家藝術與科學學院院士，同时还曾担任多国科学院外籍院士。
洛伦兹以其在电磁学与光学领域的研究工作闻名于世。他通过连续电磁场以及物质中离散电子等概念得到了经典电子理论。这一理论可以在许多问题中派上用场：比如电磁场对运动的带电粒子的作用力（洛伦兹力）、介质的折射率与其密度的关系（洛伦兹-洛伦茨方程）、光色散理论、对于一些磁学现象的解释（比如塞曼效应）以及金属的部分性质。在电子理论的基础上，他还发展了运动介质中的电动力学，其中包括提出了物体在其运动方向上会发生长度收缩的假说（洛伦兹-斐兹杰惹收缩）、引入了“局部时”的概念、获得了质量与速度之间的关系并构造了表述不同惯性系间坐标和时间关系的方程组（洛伦兹变换）。洛伦兹的研究工作后来成为狭义相对论与量子物理的基础。此外，洛伦兹在热力学、分子运动论、广义相对论以及热辐射理论等方面也有建树。

## 生平

### 早年（1853－1870）
亨德里克·安东·洛伦兹1853年7月18日生于阿纳姆。他的祖先来自德国莱茵兰地区，大多务农。父亲赫里特·弗雷德里克·洛伦兹（Gerrit Frederik Lorentz，1822－1893）在海尔德兰省费尔普（Velp）拥有一片水果苗圃。母亲海特勒伊达·范·欣克尔（Geertruida van Ginkel，1826－1861）在乌得勒支省的伦斯沃德长大。在嫁给洛伦兹父亲前，她曾守过三年寡。夫妇二人育有三子，但两子早夭。洛伦兹是和母亲与前夫的儿子扬·亨德里克·雅各布一起长大的。在洛伦兹母亲去世一年之后，父亲与吕贝塔·许普克斯（Luberta Hupkes，1819/1820－1897）再婚。
六岁时，洛伦兹开始在当地的蒂默小学学习。在学期间，幼年的洛伦兹在赫尔特·科内里斯·蒂默（曾写几过本物理学教材与科普读物）的指导下学习了基础的数学与物理学。1866年，这位未来的科学家通过了阿纳姆高等中学（Hogereburgerschool）的入学考试。一批优秀的教师，特别是H·范德斯塔特（H. van der Stadt，曾写过多部著名的物理学著作）与雅各布·马丁·范·贝梅莱纳（Jacob Martin van Bemmelena），对于他的学业助益颇深。洛伦兹本人后来也承认他对于物理学的热爱正是范德斯塔特不断灌输的结果。他在这所学校遇到的另外一个重要的人是后来也成为物理学家的赫尔曼·哈加（Herman Haga）。他们是同班同学并且是一生的挚友。除了自然科学外，洛伦兹还对历史感兴趣。他读过大量荷兰和英国历史的著作，并且非常喜欢历史小说。他非常爱读沃尔特·司各特、威廉·梅克比斯·薩克雷以及查尔斯·狄更斯这些英国文学家的作品。记忆力出众的洛伦兹还掌握英语、法语、德语等多国语言，特别是在读大学前，他还自学了希腊语与拉丁语。不过洛伦兹并不善于交际。腼腆的他即使是在亲戚面前也不善言辞。而他对于神秘主义也并不感兴趣。他的女儿后来这样说道：“（洛伦兹）放弃了对于上帝恩典的信赖……他将对于宗教的信念……转化为对于理性的至高价值的信仰。”

### 初涉科学界（1870－1877）

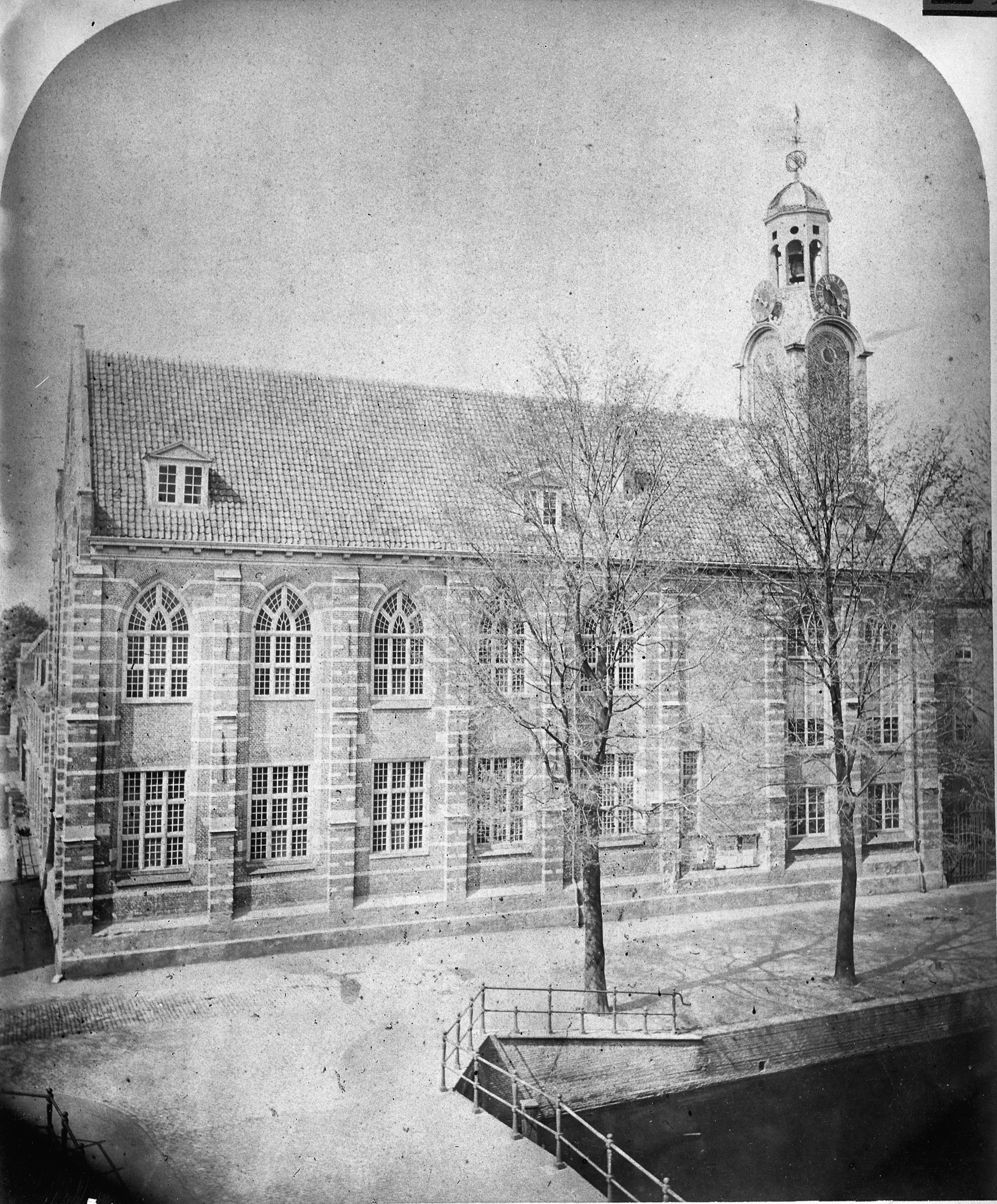
莱顿大学的一栋教学楼（1875）

1870年，洛伦兹考入荷兰最古老的学府，莱顿大学。 洛伦兹在这里接受过物理学家彼得·赖克（Pieter Rijke）以及数学家彼得·范·海尔（Pieter van Geer）等人的教导。而与洛伦兹关系最为亲密的老师是天文学家弗雷德里克·凯泽（Frederik Kaiser）。范德斯塔特曾是凯泽的学生。凯泽也是通过他认识了洛伦兹。洛伦兹也是在读大学时接触到了詹姆斯·克拉克·麦克斯韦所做的基础工作。赫尔曼·冯·亥姆霍兹、奥古斯丁·菲涅耳以及迈克尔·法拉第等人的工作对于洛伦兹理解麦克斯韦的工作帮助很大。1871年，洛伦兹通过了硕士学位的考试。次年二月，洛伦兹离开莱顿，回到阿纳姆准备博士入学考试。他在夜校以及阿纳姆当地的蒂默学院教授数学。这份工作令他有充足的时间研究科学。洛伦兹研究的重点是麦克斯韦的电磁学理论。除此之外，他还利用学校的实验室进行了一系列光学与电磁学实验。洛伦兹曾试图通过研究莱顿瓶的放电过程来证明电磁波存在，但未获得成功。洛伦兹后来这样回忆道：“（研究麦克斯韦的电磁学专著）可能是我一生中最重要的经历。将光解释为电磁现象可能是我所知道的最为大胆的设想。这位科学家可能并没有得到最终的表述。它并不完整，也不能给出许多问题的答案。”
洛伦兹1873年通过了博士入学考试，并於1875年12月11日对他的博士论文《论光反射与折射的理论》（Over de theorie der terugkaatsing en breking the van of het are licht）进行了答辩。他在这篇论文中基于麦克斯韦理论给出了这两种过程的解释。在完成论文答辩后，洛伦兹回到了阿纳姆，继续之前的教学工作。1876年夏，他与友人一起去瑞士旅行。此时洛伦兹面对着是否转向研究数学的抉择。他在阿纳姆的学校的教学效果不错，并且乌得勒支大学此时也邀请他担任数学教授。然而，洛伦兹还是想要回母校任职。他婉拒了乌得勒支大学的邀请，并在莱顿当地的一所高中谋得了一份临时工作。不久，莱顿大学发生了一个重大变故：物理系分为了两部分，理论物理学与实验物理学。莱顿大学起初邀请约翰内斯·范德瓦耳斯担任理论物理学教授。在范德瓦耳斯拒绝后，洛伦兹接受了委任。这是荷兰国内首个（在欧洲也是首批）理论物理学教授职位。而洛伦兹的工作也促进理论物理学成为一门独立学科。

### 莱顿（1878－1911）
1878年1月25日，洛伦兹正式就任理论物理学教授。上任时，他做了有关物理学中分子理论的报告。依据他的学生所说，这位年轻的教授“有一种特质。他和善又单纯，但与学生之间还是保持一定的距离，尽管他本人可能没有这样的打算或觉察到这一点”。洛伦兹所教授的课程非常受学生欢迎。尽管占去大量时间，他还是非常喜欢教学。1883年，在同事海克·卡末林·昂內斯病重无法继续向医学生教授普通物理时，洛伦兹承担下这份教学工作。他在昂内斯康复后继续讲授这一课程直至1906年。他的讲义后来改编成多本教材。这一系列教材重印多次，还有多种语言译本。1882年，洛伦兹开始向公众普及物理学知识。由于他可以将复杂的科学问题讲解得非常清晰，他的演讲非常受欢迎。

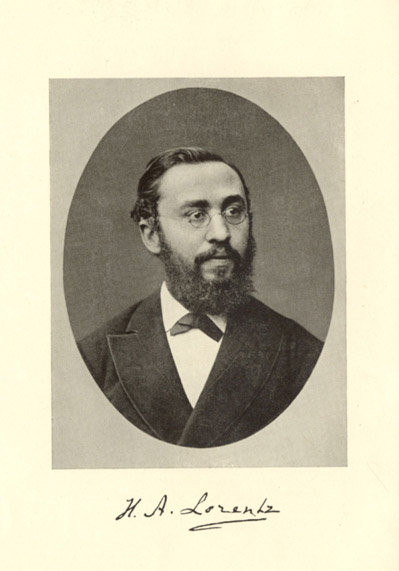
1902年时的洛伦兹

1880年夏，洛伦兹结识了凯泽教授的侄女阿莱塔·卡塔里娜·凯泽（Aletta Catharina Kaiser，1858－1931）。他们在那个夏天订婚，并在翌年初成婚。1885年，他们的女儿海特勒伊达·德哈斯-洛伦兹（Geertruida de Haas-Lorentz）出生。次女约翰娜·威廉明娜、早夭的长子以及次子鲁道夫相继於1889年、1893年与1895年诞生。长女后来成为洛伦兹的学生研究物理学与数学，并嫁给了昂内斯的学生，万德·约翰内斯·德哈斯。
在莱顿任职最初的几年里，洛伦兹在国际科学界相对孤立，这多少是因为他的著作甚少在国外面世以及他本人极力避免接触外界的性格。直到19世纪90年代中期，他的工作在荷兰国外都甚少有人问津。1897年，他首次出席了在德国杜塞尔多夫召开的自然科学家与医生会议。 他在这里认识了路德维希·玻尔兹曼、威廉·维恩、亨利·庞加莱、马克斯·普朗克以及威廉·伦琴等等科学家。在成功创建电子理论并完善电动力学后，洛伦兹在科学界声名渐起。有关这种理论的专著於1892年首次出版。洛伦兹后来积极发展这种理论，并用其解释多种光学现象（比如色散）、金属部分性质以及运动介质中的电动力学等等。电子理论最具突破性的成就就是解释了彼得·塞曼于1896年报告的磁场中出现的谱线分裂现象，塞曼效应。1902年，塞曼与洛伦兹因为这项成就共同荣获该年的诺贝尔物理学奖。洛伦兹也成为首位获此殊荣的理论物理学家。 电子理论的成功很大程度上来源于洛伦兹对于新概念与方法的敏感以及结合不同理论框架中元素的能力。历史学家奥利维尔·达里戈尔（Olivier Darrigol）这样说：
得益于这个国家的开放性，他一视同仁地阅读德语、英语以及法语的原始文献。启发他创意的人们，亥姆霍兹、麦克斯韦以及菲涅尔，来自彼此相当迥异有时甚至互相冲突的几种文化环境。对于普通人来说，那种折衷做法可能会导致迷惑，但洛伦兹却得益于此。——摘译自Darrigol O.  [电动力学：自安培到爱因斯坦]. Oxford University Press. 2000: 322.
获奖后，洛伦兹受到世界各地的邀请去做演讲。他曾造访柏林（1904）与巴黎（1905）等地。1906年，他前往纽约哥伦比亚大学做了系列讲座。此时也有不少大学请洛伦兹出山。慕尼黑大学更是在1905年给出了相比莱顿优越得多的条件。但洛伦兹并不想离开这个他熟悉的地方，也不想打破宁静的小镇生活。因而在荷兰教育部改善他的工作环境后，他也就彻底打消了离开的念头。1909年，洛伦兹当选荷兰皇家艺术与科学学院物理学部主任，并担任此职长达12年。

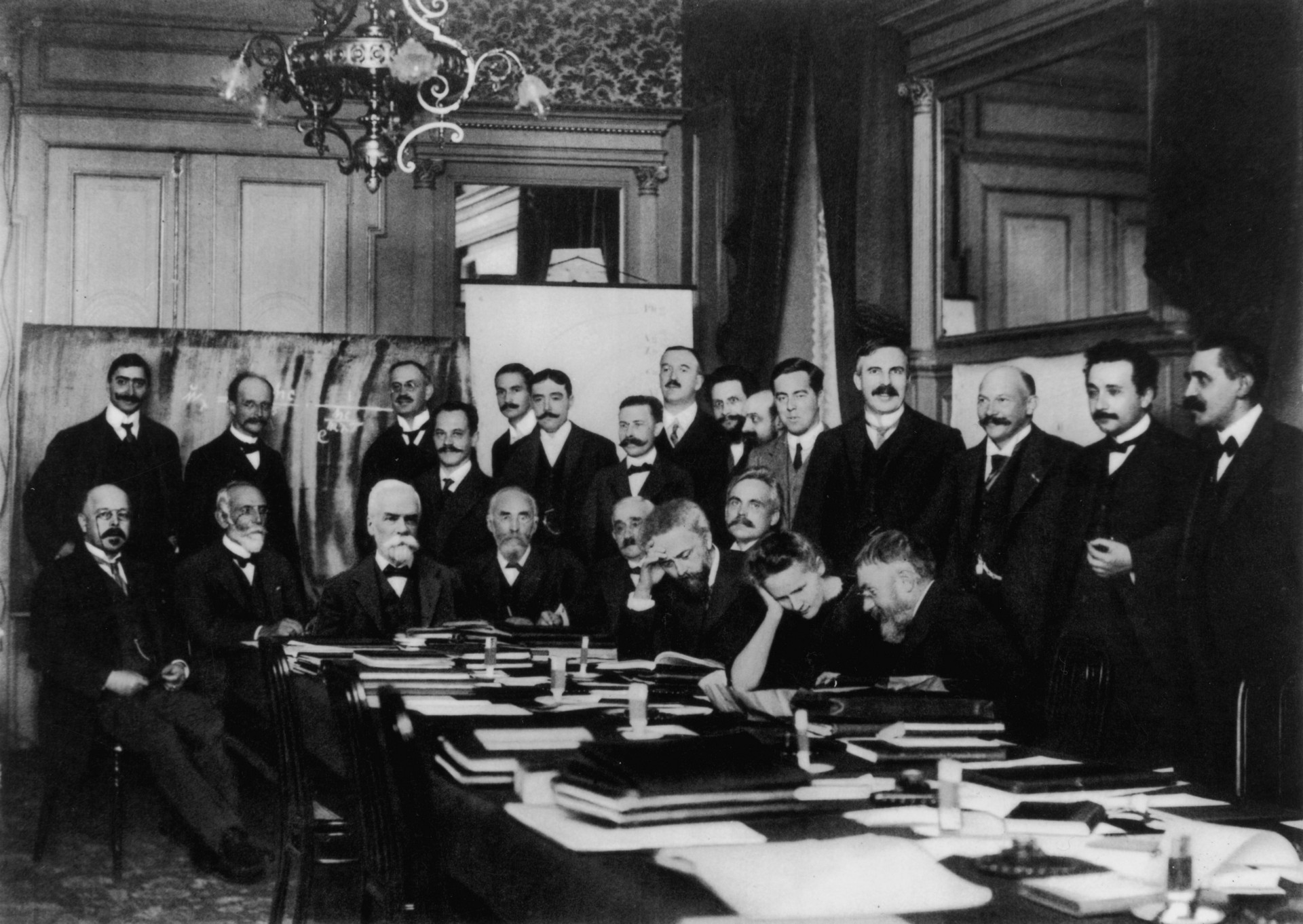
出席1911年首次索尔维会议的科学家。前排左数第四人就是洛伦兹。

随着相对论的出现以及量子物理逐渐走进人们视野，人们开始质疑洛伦兹的电子理论以及经典物理普遍有效性。洛伦兹也在一直寻找旧物理困境的出路，但并没有成功。在洛伦兹《电子理论》苏联版的序言中，托里昌·克拉韦茨这样写道：“他在教学上的奋斗堪称伟绩。从中还可以看到作者在科学上的公正。他尊重来自各方的反对，并直面各种困难。在读了这本书后，你可以亲眼看到他为那些旧的信仰所做的一切——但这并没能拯救它们。”尽管对于对于经典物理仍有眷恋，对于新概念仍然保持谨慎，洛伦兹此时已经清晰意识到旧理论的不完美以及新科学的累累硕果。1911年秋，聚集着欧洲顶级物理学家的第一次索尔维会议在布鲁塞尔召开。会议的主要议题是辐射的量子理论。由于在这一问题上的权威、通晓多国语言以及能将讨论拉回正轨的能力，洛伦兹獲薦为会议主席。他的同仁对于洛伦兹在此次高水平会议中的作为赏识有加。阿尔伯特·爱因斯坦将洛伦兹称作是“智慧与应变的奇迹”。马克斯·玻恩也对洛伦兹印象深刻：“他善于表达的眼睛令人一见难忘——其中既可看到友善，也能看到嘲讽。他的演讲也是如此：明晰、和缓、有说服力但又能听到言辞之下的讽刺。洛伦兹彬彬有礼地把持着会议……”

### 哈勒姆（1912－1928）

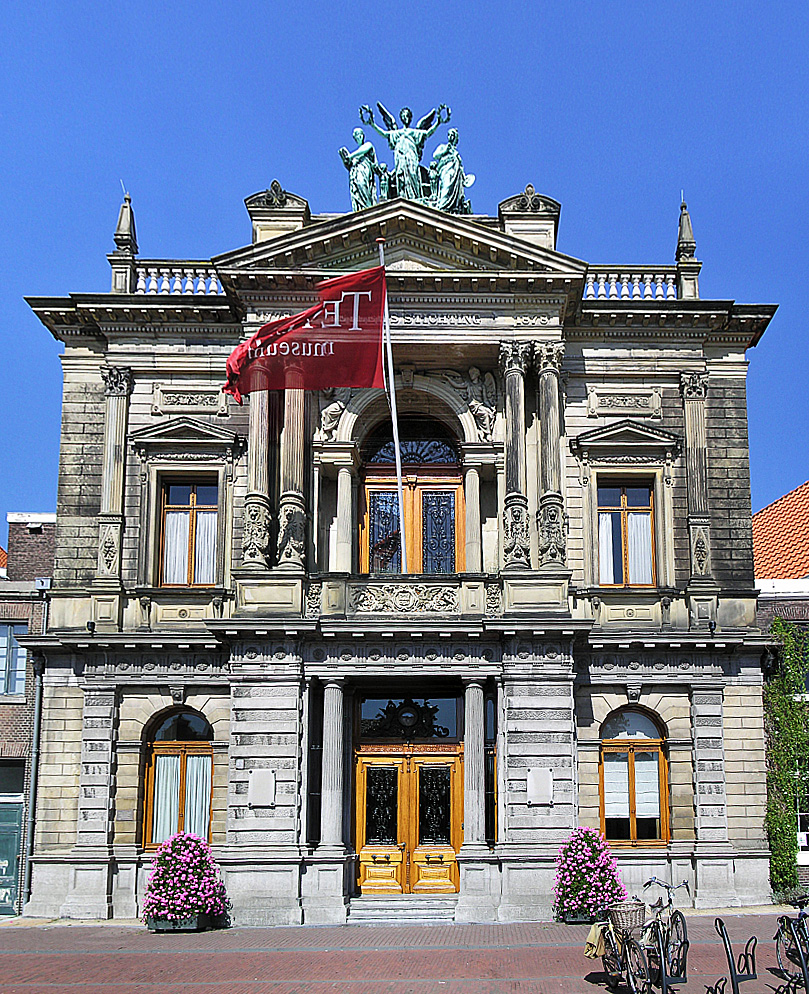
泰勒斯博物馆

1911年，洛伦兹收到邀请出任位于哈勒姆的泰勒斯博物馆的馆长。荷兰皇家科学学会就位于这座城市。洛伦兹接受了邀请，并开始寻找他在莱顿的继任者。他一开始找到了爱因斯坦，但因爱因斯坦已经接受了来自苏黎世的邀请而未果。洛伦兹后来说服在圣彼得堡工作的保罗·埃伦费斯特。1912年秋，在埃伦费斯特正式就任后，洛伦兹移居哈勒姆。在泰勒斯博物馆，洛伦兹拥有一座私人实验室。他还负责面向物理教师的讲座。而在接下来的十年里，洛伦兹会在每周一做有关物理新进展的讲座。这个讲座已经成为了一项为科学界熟知的传统。其他国家的许多优秀研究者也曾造访此地。
随着年龄的增长，洛伦兹也开始在社交活动上，特别是在教育问题以及国际科学合作方面，付出了更大精力。他在海牙创办了学校并在莱顿组织了首批免费图书馆与阅读室。他还是索尔维基金会的经理人之一，组建了国际物理研究所，并成立委员会向各国的研究者拨款。在1913年的一篇文章中，洛伦兹这样写道：“每个人都认识到了合作以及对共同目标的追求最终会产生互敬、团结的友好关系。而这也将促进和平。”但不久后到来的一战在很长的一段时期内扰乱了交战国的科学家之间的交流。作为中立国公民的洛伦兹也在尽全力化解分歧，恢复各国研究者以及研究机构间的合作。而在进入战后组建的国际研究理事会后，洛伦兹和他的支持者试着去打破组织章程中歧视战败国的条款。1923年，洛伦兹加入由国际联盟组建的旨在加强欧洲国家间科学合作的国际智力合作委员会（International Committee on Intellectual Cooperation），并在之后不久接替亨利·柏格森成为委员会主席。

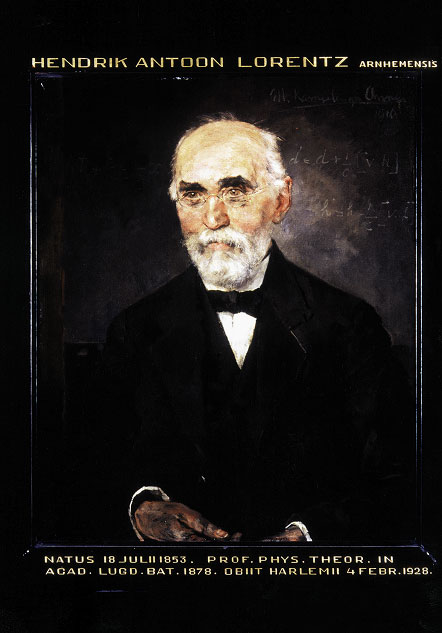
1916年时的洛伦兹

1918年，洛伦兹成为须德海工程（Zuiderzeewerken）委员会主席。他在余生中为此项工程付出了大量的精力，有时还会亲自参与工程计算。这些计算涉及诸多因素，需要理论物理学中诸多的数学方法。首座大坝始建于1920年，直到洛伦兹逝世多年后才完工。1919年，对于教学有浓厚兴趣的洛伦兹开始负责公共教育。1921年，他成为荷兰高等教育部部长。次年，洛伦兹受到加州理工学院的邀请，二度出访美国，并在多地做了演讲。之后，他又在1924年秋以及1926年冬两次造访帕萨迪纳。1923年，洛伦兹退休，但仍会在每周一做惯例的讲座。1925年，莱顿举办了洛伦兹博士论文答辩50周年的纪念仪式。两千多人从世界各地赶来出席这次活动，其中包括杰出的物理学家、荷兰政府代表以及洛伦兹的学生与友人。威廉明娜女王的丈夫亨德里克亲王授予洛伦兹荷兰至高荣誉，大十字奥伦治-拿骚勋章（Orde van Oranje-Nassau）。荷兰皇家艺术与科学学院宣布创办勞侖茲獎章，以奖励对于理论物理学做出重要贡献的科学家。
尽管科学方面的创造能力已不复往日，洛伦兹对于物理学的新进展的兴趣却一如既往。鉴于其在科学界的特殊地位，洛伦兹这位“物理学的长者”（埃伦费斯特语）在战后仍受到委任主持历次索尔维会议。他在探明新物理学所面对的挑战方面起到重要的作用。约瑟夫·拉莫尔这样说：“他是国际会议完美的领导者。他最为博学，也能最早领会现代物理所有问题的要旨。”阿诺·索末菲则这样说：“（洛伦兹）虽然最年老，但却最懂得变通。”1927年10月，洛伦兹在第五次索尔维会议中最后一次担任主席。这次会议主要讨论的就是新近建立的量子力学。同年，在完成须德海工程相关计算后，洛伦兹离开了高等教育部，希望能够全身心地投入科学之中。然而他却在次年的1月中旬染上了丹毒，身体状况每日愈下。2月4日，洛伦兹病逝。他的葬礼2月9日在哈勒姆举行。当天中午，荷兰全国中断电报通信3分钟以示哀悼。保罗·埃伦费斯特、欧内斯特·卢瑟福、保罗·郎之万以及阿尔伯特·爱因斯坦在洛伦兹的墓前做了演讲。爱因斯坦在演讲中是这样说的：

洛伦兹终其一生都在细致入微地进行着可谓艺术的工作。无时不刻的和善、慷慨、公正以及对人和环境深刻的直觉让他无论走到哪里，都能执一方之牛耳。所有人都能感受到他并不是去管制人们，而是为他们服务，因而都很乐意跟随他。
——摘译自Эйнштейн, А. .  4. Москва: Наука. 1967: 95.

## 研究工作

### 早期对光的电磁理论的研究

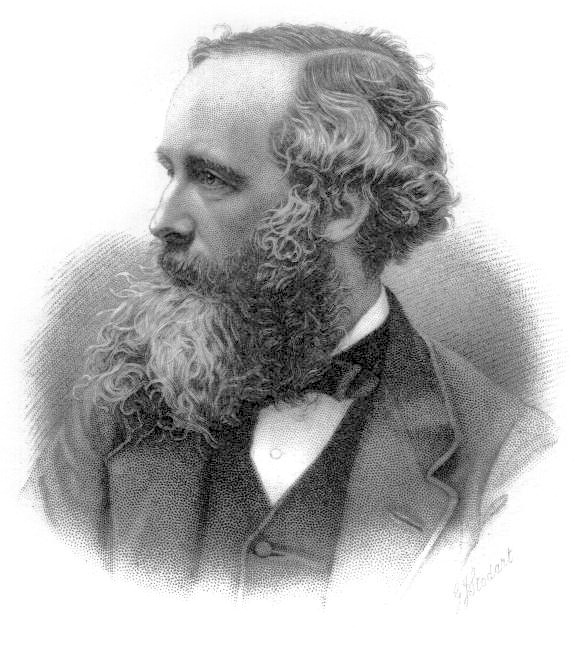
詹姆斯·克拉克·麦克斯韦

在洛伦兹之前，麦克斯韦的电动力学理论已经能够充分描述光在真空中传播的过程，不过光与物质相互作用的理论仍尚付阙如。洛伦兹在其研究生涯初期通过光的电磁理论在物质的光学性质这一问题上做了一些研究。基于这一理论（或者更准确地说，基于亥姆霍兹利用超距作用给出的解释），洛伦兹在他的博士论文里解决了光如何在两种透明介质的界面上反射和折射的问题。此前他曾试图通过光弹性理论，即将光解释为在以太中传播的机械波，来解决这个问题，但这种方法却有基础性的问题。亥姆霍兹曾于1870年给出解决方法的基本思路，洛伦兹则做了严格的数学证明。最终的结果显示光的折射与反射确实遵循菲涅尔方程所给出的边界条件。洛伦兹还在论文中分析了光的全反射以及晶体和金属的光学性质。洛伦兹由此借助电磁理论为现代光学奠定了基础。此外，洛伦兹对于玻璃与金属中的光学和电磁学现象分别通过以太与“有质量的物质”解释。将以太与物质加以区分对于后世进一步认识场有促进作用。在此之前，科学家将场视为物质的力学性质，而不是独立的物质形态。
在给出光传播的普遍规律后，洛伦兹又通过分子学说对物质特定的光学性质做了研究。首个分析结果1879年在论文《论光的传播速度与介质密度及组成的关系》(Over het verband tusschen de voortplantingssnelheid van het licht en de dichtheid en samenstelling der middenstoffen)中发表。洛伦兹研究了自由空间中均一且受激电偶极矩与外电场电势成正比的介质，给出了其折射率{\displaystyle n}与密度{\displaystyle \rho }的关系为{\displaystyle {\frac {n^{2}-1}{(n^{2}+2)\rho }}=\mathrm {const} }。丹麦物理学家路德维希·洛伦茨（Ludvig Lorenz）曾在1869年基于光弹性理论给出此式。这个方程现在叫作“洛伦兹-洛伦茨方程”。洛伦兹的推导过程的一个要点是在外电场之外，还考虑到由于物质极化而产生的定域场。为了达到这个目的，他假设分子都在以太的空穴里，并且会受到其他空穴的影响。右侧的常数既与物质极化性有关，又与光的波长有关（也就是说这个常数可以反映物质的色散性质）。这个结果与此前基于光弹性理论得到的结果相同。洛伦兹通过计算还得出分子中存在电荷。电荷会受外电场影响在平衡位置附近振动。这种带电谐振子正是后来的电子理论的基础。

### 电子理论

#### 概况
到了19世纪90年代初，洛伦兹放弃了超距作用的概念，转而相信电磁作用的传播速度是有限的。这可能是由于海因里希·赫兹发现了麦克斯韦所预言的电磁波，以及亨利·庞加莱对於法拉第-麦克斯韦电磁场论的深刻论述（1890）。1892年，洛伦兹首次阐明了他的电子理论。

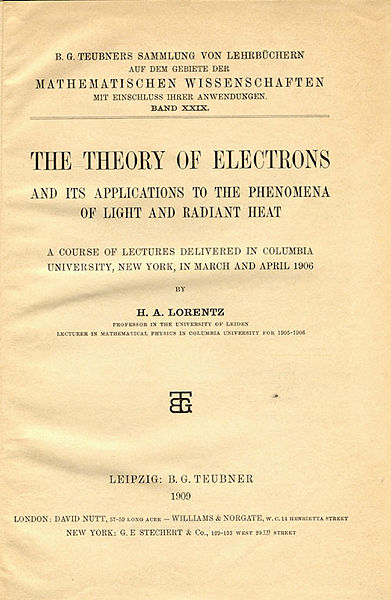
《电子理论》首版（1909）书影

洛伦兹的电子理论将物质中离散的电荷作为其主要组分，进而阐释麦克斯韦的电磁理论。与运动电荷的相互作用是物质电磁性质以及光学性质的本源。在金属中，电荷的运动会产生电流。电介质粒子离开平衡位置的话则会令物质发生电极化。物质的介电常数也来源于此。洛伦兹在《麦克斯韦电磁理论及其在运动物体中的应用》（La théorie électromagnétique de Maxwell et son application aux corps mouvants，1892）中首次阐述了电子理论。他在其中还给出了电磁场对运动电荷作用力的一种简单形式，洛伦兹力。随后，洛伦兹又进一步完善这一理论，结果发表于《对于运动物体中电学理论以及光学现象的几种尝试》（Versuch einer Theorie der electrischen und optischen Erscheinungen in bewegten Körpern，1895）以及1909年出版的专著《电子理论及其在光学现象以及热辐射中的应用》（The theory of electrons and its applications to the phenomena of light and radiant heat）中。洛伦兹在这部专著中对于电子理论做了最为详尽的叙述。与1892年以与力学原理的关系为基础不同的是，洛伦兹此时是以真空（以太）中宏观的麦克斯韦方程组以及其他唯象方程为出发点，研究了物质电磁作用的微观机制。在他看来，这种机制与组成物质的微小粒子（电子）的运动有关。洛伦兹首先假设了电子的大小以及粒子里外部都存在以太，然后在方程中引入真空因素来描述电子分布与运动，随后又引入洛伦兹力来进一步完善微观方程。这个方程组是电子理论的基础，并且可以用统一的方式描述大量现象。
尽管威廉·韦伯、伯恩哈德·黎曼以及鲁道夫·克劳修斯等人也曾从运动的离散电荷角度解释电磁现象，但洛仑兹理论的基础不同于他们。前者认为电荷之间是直接作用的，洛伦兹则认为电子是依照麦克斯韦方程组通过周围环境中定域静止以太相互作用。这与现在的电磁场的概念十分接近。洛伦兹对以太与物质加以明确的区分，它们并不能直接产生力学联系，而只能通过电磁力相互作用。尽管克劳修斯与奥利弗·亥维赛都曾做过类似的表述，但这种点电荷互相作用的理论还是要归功于洛伦兹。当时学界争论的一个焦点是洛伦兹力可能违背了力学基本定理之一，牛顿所提出的作用力与反作用力原理。洛伦兹把电介质受以太拖拽替代为物体内部分子在电磁场作用下极化（在引入适当的介电常数时），而正是这种极化态令受力电荷运动。洛伦兹还通过这一点进一步完善了菲涅尔对于菲佐实验的解释。此外，洛伦兹还在其1909年出版的专著中清楚地叙述了规范变换。这是规范不变性理论发展重要的一步。约瑟夫·拉莫尔等人后来又进一步地发展了洛伦兹电子理论的一些细节。

#### 应用：光色散与金属导电性
通过将理论运用於多种物理情境，洛伦兹得到了几个重要结果。在提出电子理论之初，他得到了库伦定律以及电磁感应定律在作用于通电导体时的表述。而在推导洛伦兹-洛伦茨方程过程中，他还引入了“洛伦兹球”的概念。为了分别计算内外电场，洛伦兹构造了一个包围分子的假想球面，进而引入以此球面作为边界与极化强度有关的定域场。在论文《论离子电荷与质量引起的光学现象》（1898）中，洛伦兹利用经典电子理论给出了与现代相近的光色散理论。他的基本思路是，不同波长的光的传播路径出现不同来源于它们与振动的离散电荷（也就是洛伦兹所说的“离子”）的相互作用。他先写出了电子的运动方程，其中电磁场对于电子的作用力会反过来产生电子对其的弹力与摩擦力，进而导致光被吸收。洛伦兹由此得到了色散方程。在这个方程中，介电常数与波长服从洛伦兹分布。
在1905年发表的一系列论文中，洛伦兹在保罗·德鲁德、爱德华·里克（Eduard Riecke）以及约瑟夫·汤姆孙等人工作的基础上，通过电子理论研究了金属电导率。他研究的出发点是金属中有大量的自由电荷（电子）在静止的金属离子间运动。洛伦兹假设电子运动速度服从麦克斯韦分布，然后利用分子运动论中的统计方法（玻尔兹曼方程与累积分布函数）得到了电导率方程。他还分析了热电效应，得到了热导率与电导率的比值。他的结果与维德曼–夫兰兹定理基本一致。洛伦兹的理论在金属理论以及分子运动论发展的历史上具有重要的意义。它是这类运动问题的首个明确解。  但这个理论并不完全与实验数据相符，并且也不能解释金属的磁性，以及金属比热为何会有自由电子贡献的一部分。这些问题来源于洛伦兹忽略了晶格中的离子会轻微偏离平衡位置，以及一些量子力学才能解决的基本缺陷。

#### 应用：磁学、塞曼效应与电子的发现

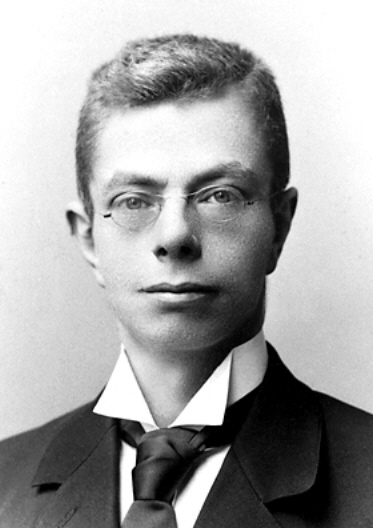
彼得·塞曼（1902）

磁学是电子理论取得成功的另一个领域。洛伦兹给出了法拉第效应（磁场中偏振面旋转）以及磁光克尔效应（光在磁化介质表面反射后偏振面变化）等现象的解释。其中最能验证电子理论有效性的可能就是对于磁场中谱线分裂现象，即塞曼效应，的解释。1896年10月31日，彼得·塞曼向荷兰皇家科学学会报告了钠光谱中D谱线变宽的实验结果。几天之后，洛伦兹在会上给出了这种现象的解释并对其部分性质做了预测。洛伦兹首先预测这种现象会受到光偏振特性的影响，也就是说沿着磁场方向与垂直于磁场方向观察到的结果不同。塞曼在次月证实了这一点。洛伦兹还对变宽的谱线的结构做了预测。他提出在与磁场平行的方向上应该能看到两根谱线，而在垂直于磁场的方向上则应该能看到三根谱线。塞曼在第二年通过更为先进的仪器证实了洛伦兹的第二个预测。洛伦兹分别分析了带电粒子沿着磁场方向以及在垂直于磁场的平面上的振动。磁场只会对与其垂直振动的粒子产生作用，使谱线分裂，偏移值为{\displaystyle eH/2mc}（其中{\displaystyle H}是磁场强度，{\displaystyle e}和{\displaystyle m}分别是粒子的带电量和质量，而{\displaystyle c}则是真空中的光速）。
从实验数据中，塞曼得到上述实验涉及到的离子带负电，而荷质比则要比常见离子的荷质比大得多。这与约瑟夫·汤姆孙通过阴极射线观察到的粒子（1897）性质相似。而在后者将这种离子命名为“电子”后，洛伦兹本人也开始使用这个术语。谱线分裂的测量结果及其理论解释给出了电子的两个主要参数，带电量与质量，促进科学界接受这种新粒子。对于塞曼效应的解释尽管是电子理论取得的最大成就之一，但在不久后也开始暴露这个理论的局限。1898年，科学家发现了比塞曼观测到的情况复杂得多的谱线分裂（反常塞曼效应）。洛伦兹花了多年时间去完善理论，最终仍是未果。塞曼效应之谜直到电子自旋发现以及量子力学建立之后才完满解决。

### 运动介质中的电动力学

#### 主要结论
19世纪物理学中，运动介质中光的传播与以太的力学性质密切相关。而在光学与电磁学统一后，这个问题就变得更为复杂了。1886年，洛伦兹第一次阐述了运动介质中的光学。以太的性质一方面要能解释为什么地球的运动对于实验中观测到的光学现象影响甚少，另一面还要解释光行差现象，即同时同地静止与运动的观察者看到的光的方向不同。当时对于以太有两种观点，一是以太完全不能运动、二為运动物体可無阻礙地帶動以太。洛伦兹一开始选择了折衷方案——以太会以菲涅尔拖拽系数（Fresnel drag coefficient）{\displaystyle k=1-1/n^{2}}被物体拖动。但洛仑兹后来发现静止以太就足以解释观测到的现象了。洛伦兹还发现了1881年首次迈克尔逊-莫雷实验中的计算纰漏。明确的结论亟待另一次实验。

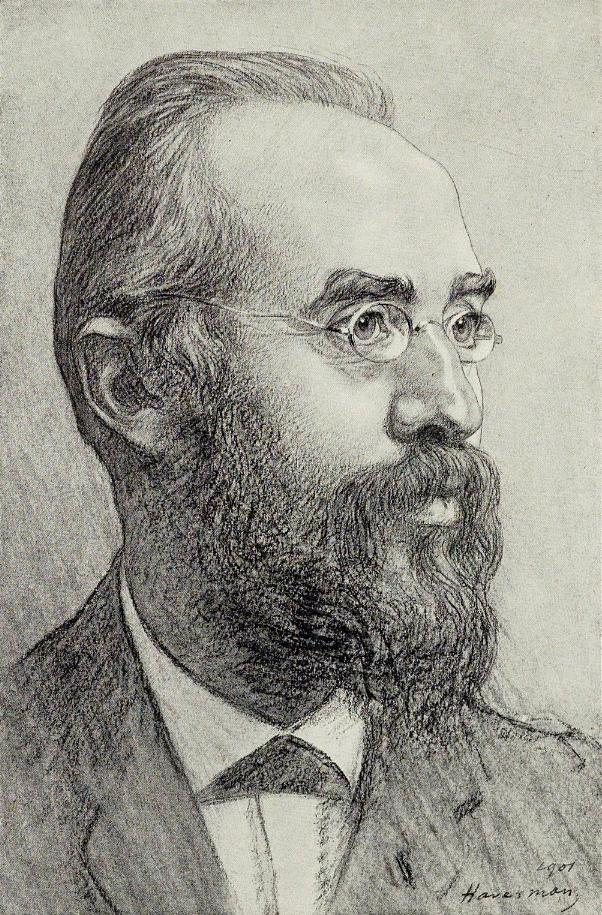
1901年时的洛伦兹

洛伦兹后来又进一步通过电子理论发展了运动介质中的光学。1892年，他分别研究了完全静止以及拖拽系数为{\displaystyle k}且可以完全渗透物质的以太裏，运动物体的反射与双折射现象。洛伦兹通过此项研究彻底摒弃了空气可以拖动的以太。他通过一个一阶系数{\displaystyle v/c}（{\displaystyle v}为地球与以太的相对速度，{\displaystyle c}是光速）解释了为什么光学实验中探测不到地球与以太的相对运动（“以太风”）。不过1887年进行的迈克尔逊-莫雷实验却得到应该是以一个二阶系数{\displaystyle v^{2}/c^{2}}来描述。为了解释这个实验结果，洛伦兹在论文《地球与以太的相对运动》（De relative beweging van de aarde en den aether，1892）中提出了物体会在其运动方向上发生长度收缩的假说。爱尔兰物理学家乔治·斐兹杰惹也曾于1889年提出了类似的假设（洛伦兹本人并不知道）。因而这个假设现在叫作“洛伦兹-斐兹杰惹收缩”。洛伦兹认为这一现象来源于分子间作用力在物体穿过以太时发生的变化，本质上也就是在说分子间作用力起源自电磁作用。
洛伦兹又在1895年发表的专著《运动物体电磁理论与光学的几种尝试》中迈出重要的一步。他在其中讨论了电磁理论的协变问题。洛伦兹提出了有关协变性的“对应状态原理”，即在为相对於以太运动的系统引入适当的局部时{\displaystyle t'=t-vx/c^{2}}的条件下，麦克斯韦方程组的形式不会发生变化（也就是说一阶效应不会被探测到）。由洛伦兹引入的“局部时”在当时并没有得到科学界的重视。而它在当时的作用也并不明确，洛伦兹可能并不想通过它对于时间的概念再做深入探讨，而只是将其作为辅助参量。他还在这本专著中解释了不考虑地球运动效应时部分实验（比如石英中偏振面旋转）的结果，提出了广义光速公式以及考虑色散时的运动介质的拖拽系数。1889年，洛伦兹提出了考虑到二阶效应时的对应状态原理，并以此为基础再次讨论了长度收缩效应。他由此得到了相比伽利略变换更为严格的惯性系间坐标与时间变换方程组。他还提出这种变换形式对于非电磁作用同样适用，也就是说这个理论不仅对带电粒子有效，对于其他有质量的物体也同样适用。也就是说，洛伦兹这个基于电磁场以及运动粒子研究的理论此时已经超出了牛顿力学的范畴。
在解释运动物体的电动力学问题时，洛伦兹一直想要为以太与有质量的物质划定明确的界限，并拒绝对以太的力学性质再做任何假设。爱因斯坦后来在1920年这样评论道：“至于洛伦兹以太的力学性质，人们可以带点诙谐地说，洛伦兹给它留下的唯一的力学性质就是不动性。不妨补充一句，狭义相对论带给以太概念的全部变革，就在于它取消了以太的这个最后的力学性质，即不动性。”洛伦兹在狭义相对论出现前做的最后一项工作发表在论文《运动速度低于光速的系统中的电磁现象》(，1904）中。洛伦兹在这篇论文中对其理论再做修正。当时的理论尚不能说明是否可以忽略地球运动对於任意阶{\displaystyle v/c}的实验的影响，以及一些新的实验（比如1902年与1904年的瑞利-布雷斯实验）的结果。基于电子理论的基本方程、长度收缩假说以及局部时假说，洛伦兹提出方程的形式在同一直线上运动的参考系中保持不变。也就是说，运动参考系中表述电磁场的矢量在经过特定变换后保持不变。但这种不变性对于电磁理论中的二阶方程却并不适用。亨利·庞加莱在同一年补上了这个短板，并将最后的变换形式命名为“洛伦兹变换”。次年，爱因斯坦表述了狭义相对论的最终形式。洛伦兹在1912年对于1904年的这项工作做了这样的评价：“你在这篇文章中可以看到，我并没能够得到爱因斯坦理论中变换方程的完整形式……相对论的优越之处就在于它首次把相对性原理作为普遍严格成立的物理规律。”
20世纪初，质量与速度的关系的问题也映入了人们的视角。这个问题与“世界的电磁绘景”紧密相关。依据这种理论，电磁现象来源于（或部分来源于）电子的质量。1902年，马克斯·亚伯拉罕（Max Abraham）基于粒子形状不可变（“硬电子”）的假设给出了他的方程。阿尔弗雷德·布赫雷尔（Alfred Bucherer）则基于电子体积会在运动方向发生纵向收缩的假设提出了另一种形式的方程。洛伦兹的电子理论也能推出粒子的有效质量与速度之间的关系。依据长度收缩假设，电子纵向长度会变小，横向宽度保持不变。在这个假设的基础上，洛伦兹分别给出了电子的横向质量与纵向质量。而根据他的计算结果，这个模型不仅仅只适用于电磁理论。狭义相对论中，粒子（并不一定带电）的质量会依照洛伦兹给出的横向质量{\displaystyle m=m_{0}/{\sqrt {1-v^{2}/c^{2}}}}发生变化。目前已经有许多实验可以证实这个方程。而到了20世纪10年代中期，洛伦兹-爱因斯坦相对论方程也得到了有效的实验验证。

#### 洛伦兹与狭义相对论
洛伦兹理论与狭义相对论存在着明显的不同之处。电子理论中并没有出现相对性原理以及类似的论述。洛伦兹只是出于对实验结果的妥协才去忽略地球与以太的相对运动（以达到光速不变的效果）。时间变换也只是洛伦兹引入的一种数学技巧。而长度收缩是动力学（而非运动学）性质，并且是分子间作用力发生真实的变化。在完全了解狭义相对论的理论架构后，洛伦兹在他的讲座中对其做了宣传。但洛伦兹终其一生仍是没有放弃一些理念：以太（爱因斯坦所说的“多余的实体”）以及由静止以太（实验无法探测）从尤参考系确定的“真实时间”（绝对时间）。与以太有关的从尤参考系的存在造成洛伦兹理论中坐标与时间的变换是非对易的。是否拒绝以太的存在在洛仑兹看来只是个人喜好的问题。洛伦兹与爱因斯坦在统一力学与电动力学方面的工作尽管在方法上有共通之处，但本质上是不同的。电子理论是“世界的电磁绘景”，也就是利用电磁学解释所有物理规律（经典力学只是其中个例），的核心。而在“电磁世界”（如亚伯拉罕和索末菲）的支持者看来，相对论具有的力学属性是一种倒退。

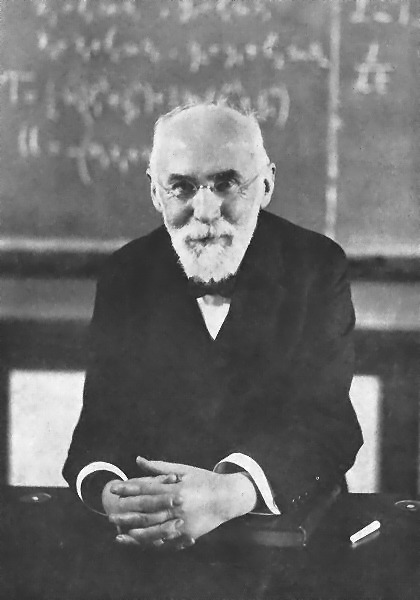
1916年时的洛伦兹

然而，电子理论（最终形式）与狭义相对论可观测的结果是相同的，因而如果仅仅依靠实验数据是很难从二者中取舍的。对于狭义相对论在多大程度上归功于电子理论，或者用拉卡托什·伊姆雷的说法，爱因斯坦的研究纲领比起洛伦兹的有何优越之处这个问题，科学史界有长时间的争论。1973年，拉卡托什的弟子伊利·扎哈尔（Elie Zahar）得出这样的结论：洛伦兹-斐兹杰惹收缩并不像惯常的观点那样是一种特例假设，并且洛伦兹当时也有充足的理由在经典力学的框架内解决问题。 在扎哈尔看来，狭义相对论并没有弥补电子理论的纰漏（某些定律的随意性），而爱因斯坦的研究纲领的优越之处在广义相对论中才体现出来。某些研究者并不接受扎哈尔的某些结论，并且认为其并不完整。比如肯尼思·S·沙夫纳（Kenneth S. Schaffner）就认为相对论中简洁概念是物理学家更为接受它的原因之一。而另一个重要的因素是电子理论并不符合电动力学之外的领域，比如当时刚刚发展的量子物理，的新数据。保罗·费耶阿本德认为洛伦兹的理论虽然能给出大量现象的解释，但许多现象，特别是与原子有关的现象，则要等到量子力学建立后才能得到解释。而在考察电子理论向现代物理的演变过程时，则需要考虑一些量子的概念。阿瑟·I·米勒（Arthur I. Miller）则再次考虑洛伦兹-斐兹杰惹收缩假说的源来，但扎哈尔还是拒绝将其作为特例假设。韦策·布劳沃（Wytze Brouwer）认为洛伦兹虽然对于相对论中大部分观点接受得很快，但却并没有接受其中对于以太的批驳。他认为这反映了洛伦兹与爱因斯坦两人在某些形而上的问题上的分歧，或者用托马斯·库恩的说法就是范式的不可公度性。米海尔·扬森（Michel Janssen）认为完善的电子理论并不能视为由一系列特例拼凑而成的理论，爱因斯坦的创新之处在於将洛伦兹的理论架构与时空理论融为一体。不过，对于长度收缩以及时间膨胀等现象，狭义相对论是从时空性质的层面给出的解释，而在牛顿时空结构基础上构造的洛伦兹理论则将它们是为不能解释的巧合。
南希·J·纳塞希安（Nancy J. Nersessian）认为“洛伦兹没能成为爱因斯坦”的主要原因在于二者方法论上的不同：洛伦兹是“自下而上”地构造理论，从电子与以太这些具体的物理概念以及它们的相互作用出发，以此为基础提出定律与假说；爱因斯坦则选择了完全相反的“自上而下”的道路，从相对性原理与光速不变原理这样的基本物理原理推及力学与电动力学的具体定律。洛伦兹不可能选择第二条道路，因为对于他来说，这个途径太过主观，而且他也看不到放弃原有信仰的必要。还有其他的一些研究者也对二人的方法论做了分析。同时还需要注意的是，洛伦兹也进行过非经典的研究并对现代物理的形成做过贡献。1953年，爱因斯坦在洛伦兹百年诞辰之际对他做了这样的评价：

我们这个时代的物理学家多半没有充分了解H·A·洛伦兹在理论物理学基本概念的发展中所起的决定性作用。造成这件怪事的原因是，洛伦兹的基本观念已深深地变成了他们自己的观念，以致他们简直不能完全体会到这些观念是多么大胆，以及它们使物理学的基础简化到什么程度……对我个人来说，他比我一生中所碰到的别的任何人都更重要。
——爱因斯坦（著）; 许良英等（编译）. .  第一卷. 北京: 商务印书馆. 1974: 775.

### 引力与广义相对论
洛伦兹对于引力问题的兴趣源于在证明质量起源於电磁现象（“世界的电磁绘景”）的尝试。1900年，他尝试统一引力和电磁理论。他在奥塔维亚诺·莫索蒂（Ottaviano Mossotti），威廉·韦伯以及约翰·策尔纳（Johann Zöllner）的工作的基础上提出组成物质的粒子是由两个（分别带正电和负电）电子构成的。依据这种假说，粒子间之所以有引力作用是由于异种电荷间的吸引作用比同种电荷间相互排斥的作用更强。这种理论有以下几个结果：
1. 从粒子（电子）数量去推导可以很自然地得到惯性质量与引力质量相等的结论；
2. 在将引力作用解释为电磁以太的一种状态时，其传播速度有限且与光速相等。

洛伦兹意识到了这并不是用电磁理论来解释引力现象，而是类比电动力学理论构造新的引力理论。而对于将引力视为超距作用的力学传统而言，他所得到的结果也是不同寻常的。洛伦兹的理论尽管并不能解释水星近日点的进动问题，但还是引起了科学界的兴趣。

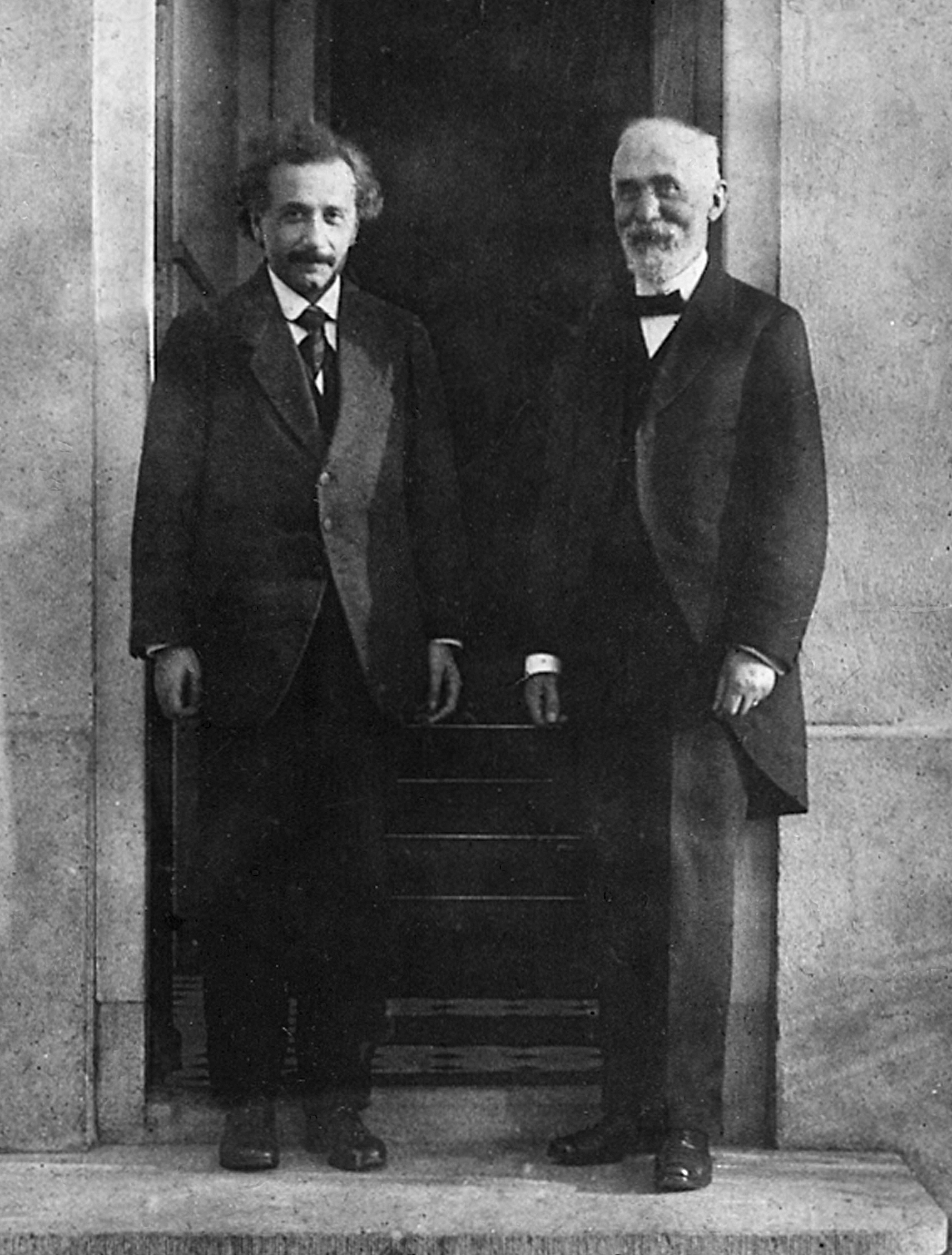
爱因斯坦和洛伦兹在埃伦费斯特位于莱顿的寓所门前的合影（1921）

洛伦兹对于广义相对论的发展非常感兴趣。1910年，他对这个理论的架构以及物理结果做了细致的研究，并做了一些较为重要的工作。1913年，洛伦兹得到了广义相对论的早期形式。这项工作在爱因斯坦和格罗斯曼·马塞尔合著的《广义相对论和引力论纲要》（Entwurf einer verallgemeinerten Relativitatstheorie und Theorie der Gravitation）中发表。他发现场方程只有在使用对称的应力-能量张量时才会对任意坐标变换协变。爱因斯坦在写给洛伦兹的信中表示赞同他的结论。洛伦兹后来又对爱因斯坦1914年11月发表的《广义相对论的一般理论基础》(Die formale Grundlage der allgemeinen Relativitatstheorie)做了研究。他做了大量的计算（算稿多达700余页），并在次年年初发表文章，提出了他利用变分原理（哈密顿原理）得到的场方程。不过，洛伦兹和爱因斯坦此时也在争论广义共变性：爱因斯坦囿于“空穴论证”（利用这种佯谬得到的解并不遵守共变性）一直在试图证明对任意坐标变换非协变的方程，洛伦兹则觉得从尤参考系的存在没有什么不合宜之处。
1915年11月，在广义相对论即将大功告成之际，洛伦兹说服了爱因斯坦与埃伦费斯特接受广义共变性。他认为这个原理与以太并没有抵触之处，因为从经验来说，物理性质不同的参考系也能是等价的。洛伦兹在之后几个月里发表了系列文章《论爱因斯坦的引力理论》（Over Einstein’s theorie der zwaartekracht，1916）。他在其中利用变分原理给出了对于广义相对论的另一种表述形式。由于高度复杂，这种主要使用几何方法的表述很少用到。洛伦兹在其中首次尝试不用坐标来表述广义相对论，由于没有使用图利奥·列维-齐维塔1917年在黎曼几何中引入的平行移动方法，这种表述对于现代读者来说也不同寻常。在文章的第一部分（发表于1916年2月26日）中，洛伦兹发展了理论的几何框架；他在里面给出了弯曲时空中长度、面积以及体积的概念，并得到了质点系与度量张量的拉格朗日量。在第一部分结尾部分与第二部分（发表于1916年3月25日）中，洛伦兹基于之前的几何方法构造了电磁场的拉格朗日量。不过洛伦兹在之后的文章中放弃了无坐标方法，使用惯常的几何方法，通过变分原理给出场方程（1916年4月28日发表的第三部分）并试图利用能量-动量给出引力场的表述（1916年10月28日发表的第四部分）。而他也在这篇文章中引入了对于广义相对论发展非常重要的数量曲率的直接几何解释。古斯塔夫·赫格洛茨（Gustav Herglotz）之后也得到了类似的结果。

### 热辐射与量子理论
1900年，洛伦兹开始着手研究热辐射问题。他试图在电子理论的基础上解释热辐射的性质，特别是推导热辐射频谱的普朗克公式。在论文《论金属长波热辐射的放出与吸收》（On the emission and absorption by metals of rays of heat of great wave-lengths，1903）中，洛伦兹利用金属中的电子热运动得到了金属放出的辐射的分布。他的结果与普朗克公式的长波部分（瑞利-金斯公式）相符合。他在这篇文章中还分析了普朗克的理论。他认为这一理论并没能够解释造成这种神秘现象的微观机制。在接下来的几年里，洛伦兹试图将他的方法运用到任意波长的辐射，以找到能符合实验数据的电子放出以及吸收辐射的机制，但均告失败。1908年，在向罗马国际数学家大会宣讲的报告《论有质量物质与以太间能量分布》（Le partage de l’énergie entre la matière pondérable et l’éther）中，洛伦兹提出瑞利-金斯公式可以从能量均分原理导出。他得出了这样的结论：人们可以通过进一步的测量数据来在普朗克公式与瑞利-金斯公式间取舍，而瑞利-金斯公式将会是系统在过程中无法达到热平衡的证据。这个结论遭到了威廉·维恩等实验物理学家的批评。他们提出了其他可以批驳瑞利-金斯公式的证据。洛伦兹在几个月后被迫承认：“现在我承认我们面对着巨大的挑战。如果不对电子理论的基础做深刻的变革的话，我们不可能通过它推导热辐射定律。我现在不得不承认普朗克公式是唯一的答案。”由于洛伦兹在科学界的声望，他在罗马的演讲引起了科学界对于新生的量子问题的关注。

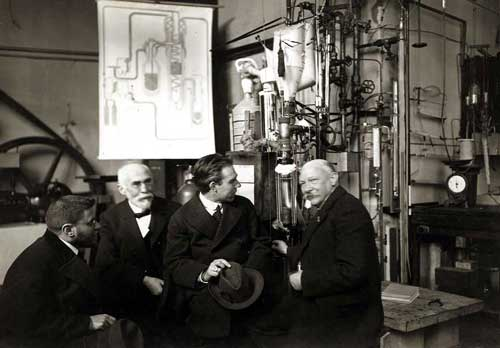
埃伦费斯特、洛伦兹、尼尔斯·玻尔以及昂内斯在莱顿低温实验室的合影（1919）

洛伦兹在第一次索尔维会议（1911）中做了题为《能均分定理在热辐射中的应用》（Sur l’application au rayonnement du théorème de l’équipartition de l’énergie）的报告。他在这篇报告中对于用电动力学理论是否可以描述热辐射现象的问题做了细致的分析。就这个问题，他认为：“除非从哈密顿量开始推导，否则从所有可以想到的机制推导的结果都将是瑞利公式。”他提出需要更新光与物质相互作用的基本概念。洛伦兹尽管接受了普朗克提出的能量子假说，并以此为基础在1909年提出了普朗克公式的混合推导方法，但并不能同意爱因斯坦更为激进的光子假说。他认为这个假说很难和干涉等等现象调和。1921年，在和爱因斯坦讨论后，他提出了可以在量子与光波动性质间取得平衡的假说。依据这种假说，光是由两部分组成的——光子的能量以及与能量传递无关的波动部分。波在空间某处的“强度”取决于这块区域中落入的能量子数。尽管这个假说并没有得到科学界的重视，但其内容与路易·德布罗意几年后提出的導航波理论接近。
洛伦兹对于量子理论之后发展的态度仍然十分谨慎。从始至终，他都会先去挖掘旧理论的可能性，找到它们的局限。不过他对于1926年出现的波动力学非常感兴趣，并与其创建者埃尔文·薛定谔积极交流看法。在写给他的信中，洛伦兹分析了薛定谔的基础工作“将量子化作为本征值问题”，并提出电子的速度与波包的群速相等。同时，他注意到了表述粒子物质波叠加的困难（因为这样的波包在经过一定时间后会消失）而且理论过渡到多自由度系统的过程并不明确。因此，经典理论并不能完满地解释波动力学。洛伦兹尽管直至去世时都坚信经典理论，但仍承认量子理论“是当代物理学家最为渴求的、最为可靠的也是他们愿意遵循的理论指导。虽然其中一些理论像是诡异的神谕，但我们愿意相信真理一直隐藏在它们之后。”

### 热力学与分子运动论
洛伦兹从学术生涯开始时就深信原子理论。这一点不仅可以从其构造的电子理论看出来，还体现在他对於分子运动论的研究之中。洛伦兹1878年在就职演讲《物理学中的分子理论》（De moleculaire theorien in de natuurkunde）中阐述了他对物质原子结构的看法。洛伦兹时常关注分子运动论理论的发展。在他看来，其不仅可以证明热力学框架中的一些结果，同时还可以让他得到这个领域之外的收获。

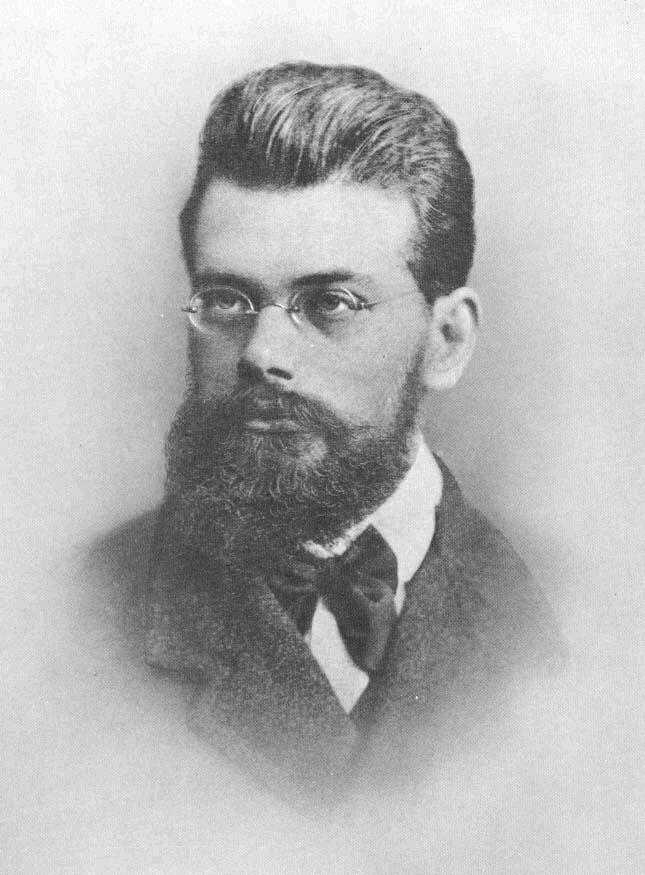
路德维希·玻尔兹曼（1875）

洛伦兹有关分子运动论的第一项研究工作发表在论文《依据分子运动论得到的气体运动方程与声传播方程》（De bewegingsvergelijkingen der gassen en de voortplanting van het geluid volgens de kinetische gastheorie，1880）中。他在这篇文章中考察了由内部有自由度的分子（多原子分子）组成的气体系统，得到了与玻尔兹曼方程（1872）类似的单粒子分布函数方程。洛伦兹展示了如何利用这个方程推导流体动力学中的方程，比如欧拉方程及纳维-斯托克斯方程。文章中的方法可以广泛地用在推导流体力学方程过程中以确定最低程度的假设。洛伦兹在这篇文章中还首次通过分子运动论推得牛顿-拉普拉斯声速方程，并引入了与分子内部自由度有关的系数，体积黏度。洛伦兹之后不久又利用其中结果研究了有温度梯度以及引力梯度的气体系统的行为。1887年，洛伦兹发表了批驳玻尔兹曼H定理（1872）原始形式的文章。他认为这个定理不适用于多原子分子气体。玻尔兹曼承认确实存在纰漏，并在之后不久开始着手完善定理。此外，洛伦兹还在这篇文章中简化了单原子分子气体的H定理。所得到的结果与现在的教科书中的形式类似。他还提供了新的可以证明速度空间单位体积内碰撞过程中守恒规律的证据。这些结果得到了玻尔兹曼的认可。
洛伦兹在分子运动论方面做的另一项研究工作是利用维里定理推导气体状态方程。1881年，他在气体分子弹性球模型基础上利用维里定理在状态方程中引入了气体分子碰撞过程中的斥力因素。所得到的方程包含范德瓦尔斯方程中与体积有关的参量（此前这些参量只是定性引入的）。洛伦兹后来又在1904年表示这个方程可以不通过维里定理导出。1891年，洛伦兹发表了有关稀释过程分子过程的文章。他在其中试图通过溶液几种组分之间作用力的平衡来描述溶液的性质（包括渗透压），并且驳斥了玻尔兹曼对于渗透压的解释。此外，洛伦兹还从1885年开始写过几篇研究热电效应的论文，并且在20世纪初利用分子运动论描述金属中的电子运动。

## 所获荣誉
- 诺贝尔物理学奖（1902）
- 拉姆福德奖章（1908）
- 富兰克林奖章（1917）
- 科普利奖章（1918）
- 法国荣誉军团勋章（1923）[122]
- 奥伦治-拿骚勋章（1925）[123]
- 伦敦皇家学会（1905）[124]、法国科学院（1910）[125]、爱丁堡皇家学会（1920）[124]以及苏联科学院（1925）等机构外籍院士
- 代尔夫特高等技术学院（1918）[126]、剑桥大学（1923）、巴黎大学[127]以及莱顿大学（医学，1925）[123]等大学授予的荣誉博士学位

## 纪念
- 1925年，荷兰皇家艺术与科学学院设立了四年颁发一次的勞侖茲奖章，以表彰对于理论物理学做出贡献的科学家。
- 瓦登海与艾瑟尔湖之间的阿夫鲁戴克大堤的一座水闸（Lorentzsluizen）是以洛伦兹的姓氏命名的。
- 荷兰国内许多街道、广场与学校都以“洛伦兹”为名。1931年，阿纳姆的松斯贝克公园（Park Sonsbeek）立起了洛伦兹纪念像。哈勒姆的洛伦兹广场（Lorentzplein）以及莱顿的理论物理研究所也都立有洛伦兹的胸像。洛伦兹工作过的地方中许多都有塑有洛伦兹像的匾牌。[128]
- 1953年，在洛伦兹诞辰百年之际，莱顿大学将理论物理研究所更名为洛伦兹研究所（Instituut-Lorentz）[129]，同时设立了洛伦兹教席（Lorentz Chair）[130]，并为国际科学会议建立了洛伦兹中心[131]。
- 月球上的一处撞击坑是以洛伦兹的姓氏命名的。

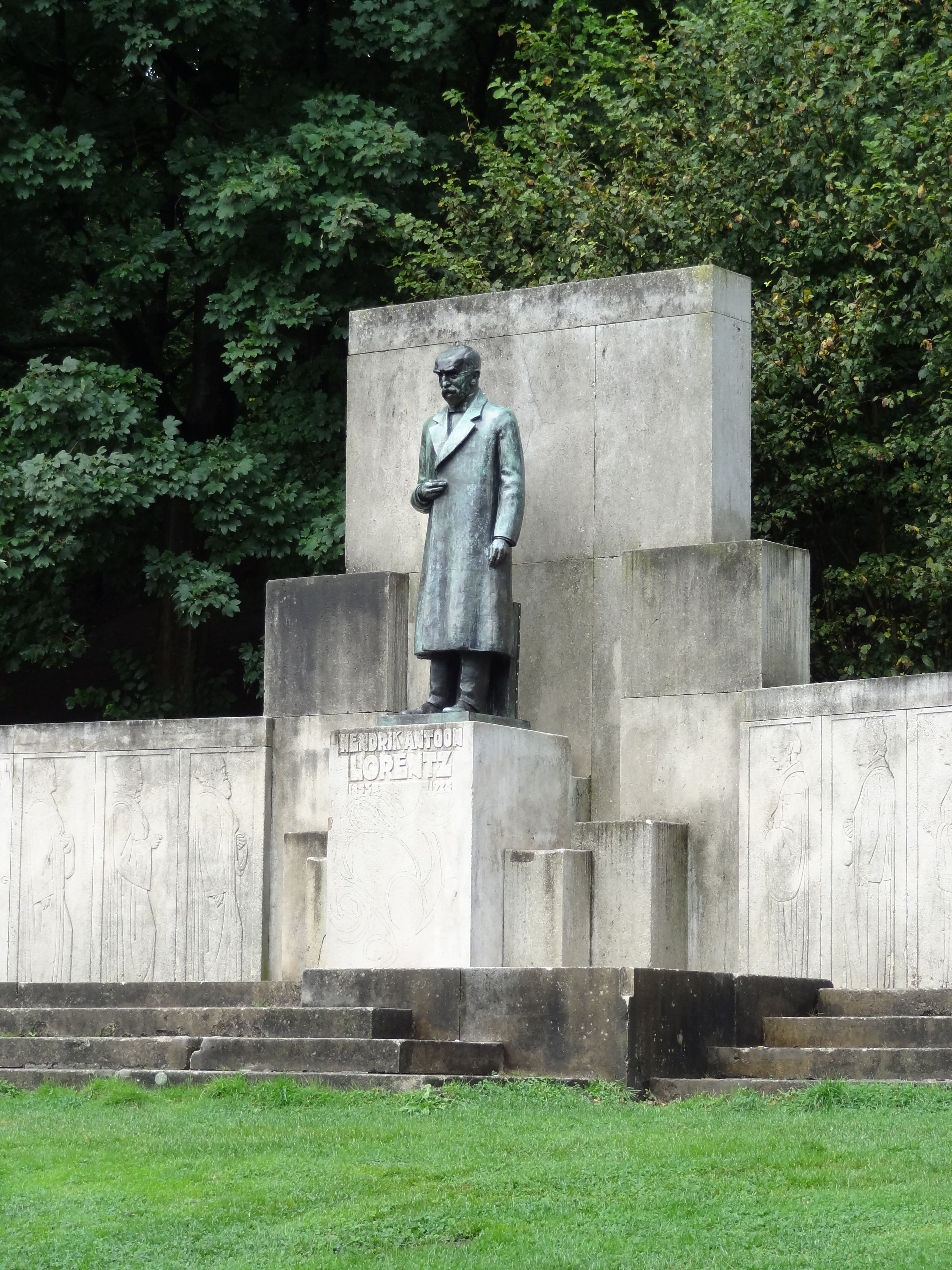
位于阿纳姆的洛伦兹纪念像
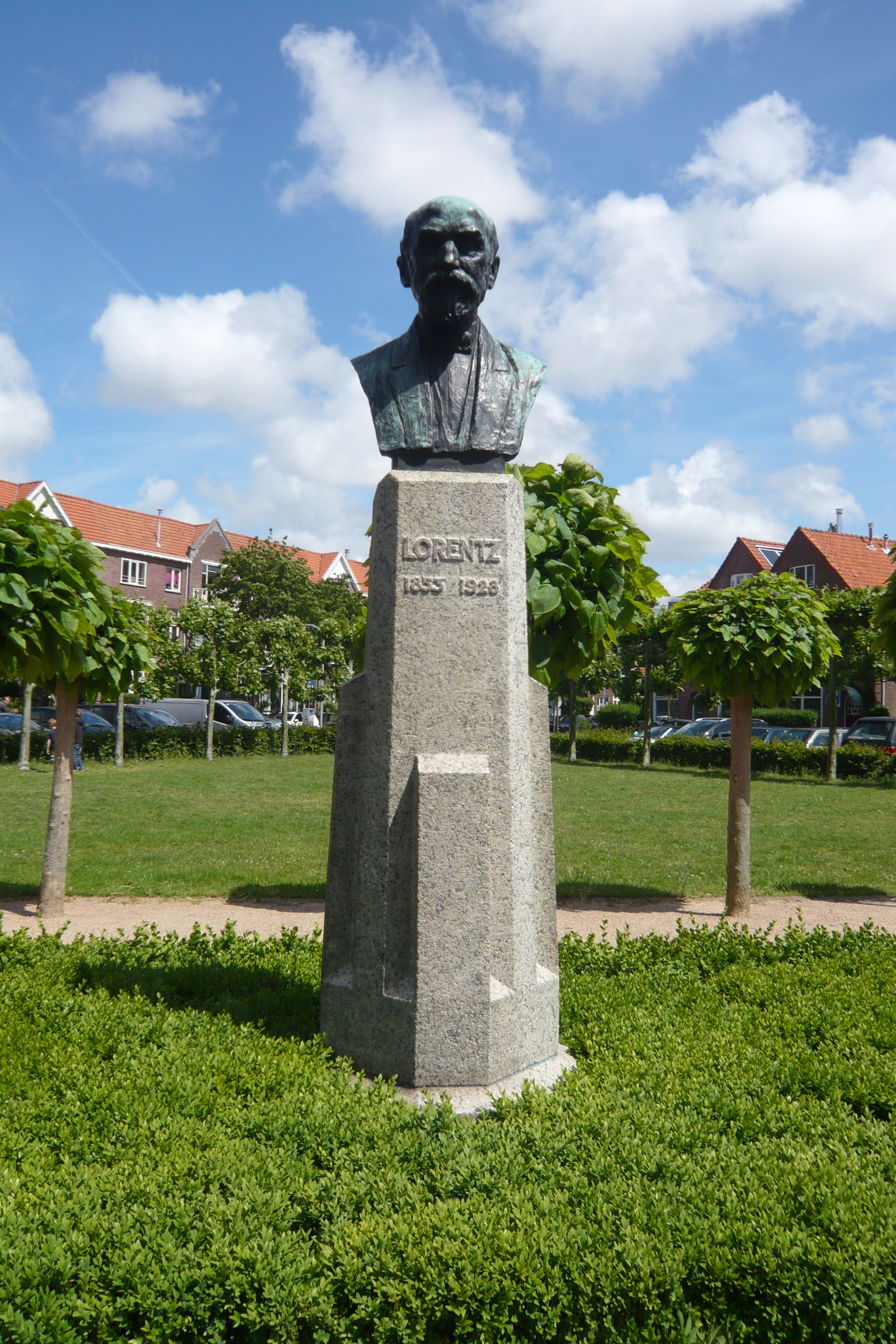
哈勒姆的洛伦兹胸像
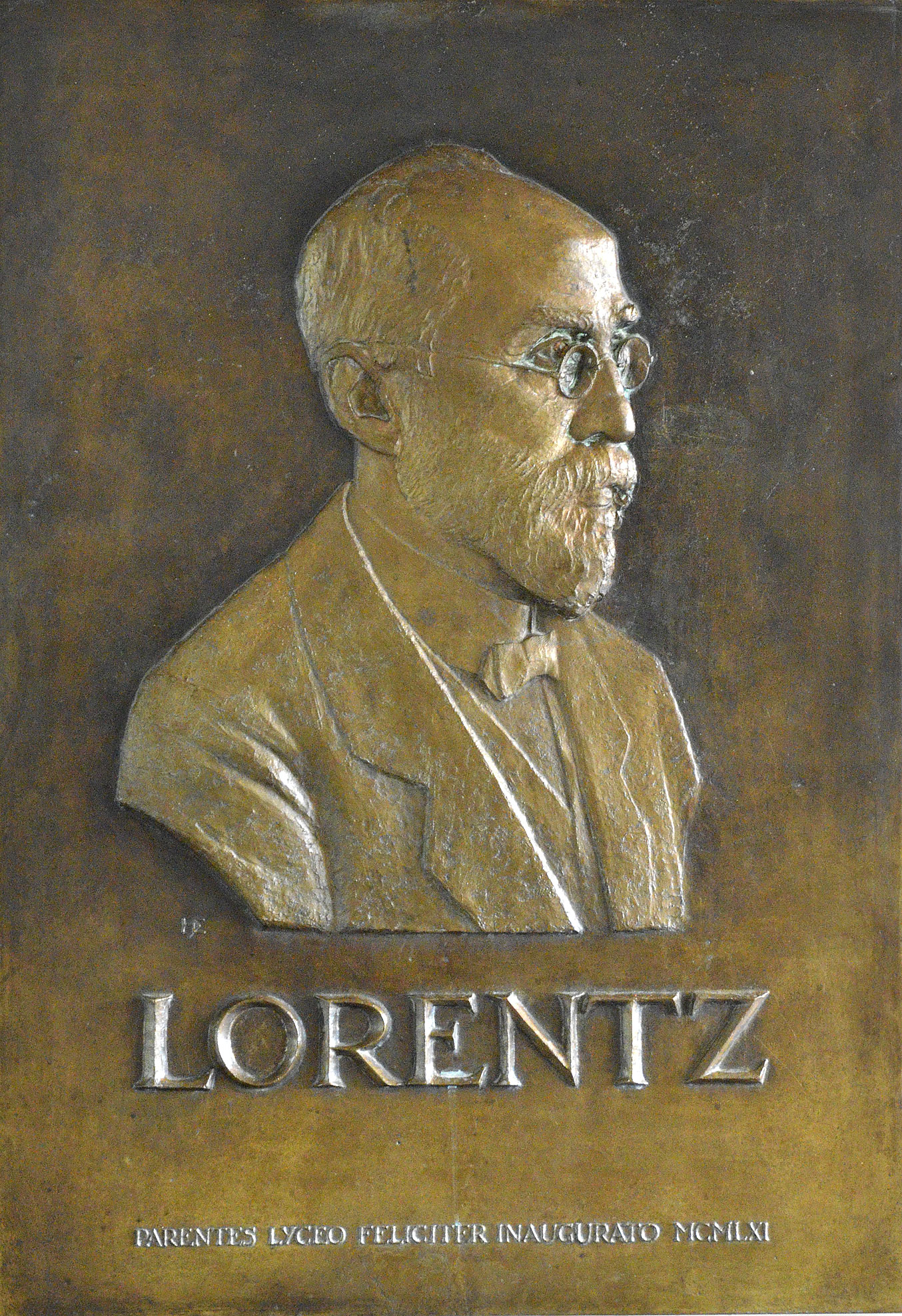
埃因霍温的一处大讲堂墙上的匾牌
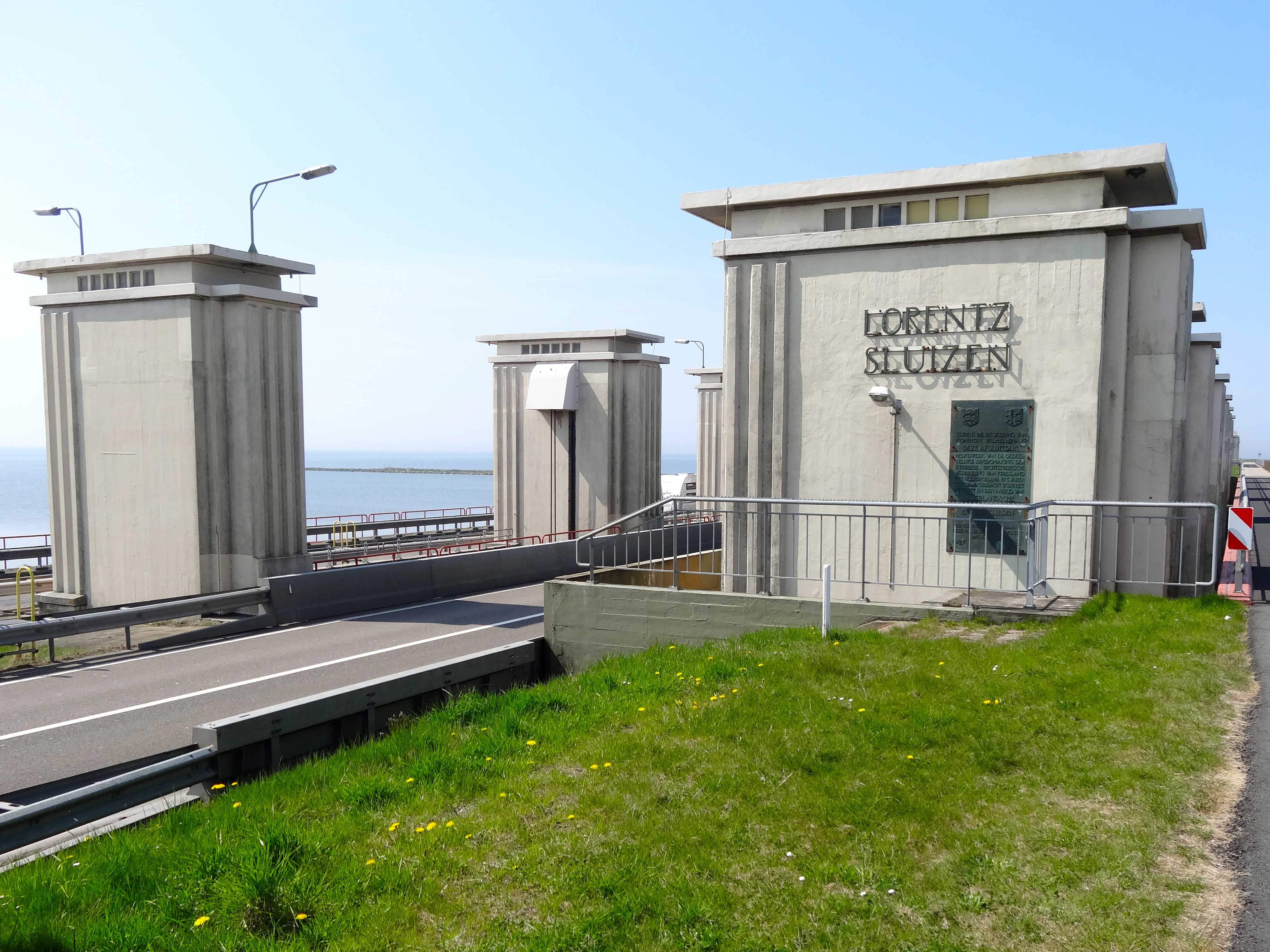
洛伦兹水闸

## 著述
书籍
- Lorentz, H. A. . Arnhem: Van der Zande. 1875.
- Lorentz, H. A. . Leiden: Brill. 1882.
- Lorentz, H. A. . Leiden: Brill. 1888–1890.
- Lorentz, H. A. . Leiden: Brill. 1895.
- Lorentz, H. A. . Leiden: Brill. 1901.
- Lorentz, H. A. . New York: Columbia University Press. 1909.
- Lorentz, H. A. . Leipzig; Berlin: Teubner. 1916.
- （莱顿大学理论物理学讲义）：
  - Lorentz, H. A. . Leiden: Brill. 1919.
  - Lorentz, H. A. . Leiden: Brill. 1919.
  - Lorentz, H. A. . Leiden: Brill. 1920.
  - Lorentz, H. A. . Leiden: Brill. 1921.
  - Lorentz, H. A. . Leiden: Brill. 1921.
  - Lorentz, H. A. . Leiden: Brill. 1922.
  - Lorentz, H. A. . Leiden: Brill. 1923.
  - Lorentz, H. A. . Leiden: Brill. 1925.
- Lorentz, H. A. . Boston: Ginn. 1927.
- Lorentz, H. A. Kox, A. J. , 编. . Springer. 2008.

主要论文
- Lorentz, H. A. . Annalen der Physik. 1880, 245 (9): 641—665. doi:10.1002/andp.18802450406.
- Lorentz, H. A. . Verslagen en Mededeelingen der Koninklijke Akademie van Wetenschappen (Amsterdam), Afdeeling Natuurkunde. 1880, 15: 350－393.
- Lorentz, H. A. . Archives Néerlandaises des Sciences Exactes et Naturelles. 1892, 25: 363－552.
- Lorentz, H. A. . Verslagen der Zittingen van de Wis- en Natuurkundige Afdeeling der Koninklijke Akademie van Wetenschappen (Amsterdam). 1892, 1: 74－79.
- Lorentz, H. A. . Annalen der Physik. 1897, 299 (63): 278－284. doi:10.1002/andp.18972991341.
- Lorentz, H. A. . Verslagen van de Gewone Vergaderingen der Wis- en Natuurkundige Afdeeling, Koninklijke Akademie van Wetenschappen te Amsterdam. 1898, 6: 506—519 (I), 555—565 (II).
- Lorentz, H. A. . Proceedings of the Section of Sciences, Koninklijke Akademie van Wetenschappen te Amsterdam. 1899, 1: 427—442.
- Lorentz, H. A. . Proceedings of the Section of Sciences, Koninklijke Akademie van Wetenschappen te Amsterdam. 1903, 5: 666—685.
- Lorentz, H. A. . Proceedings of the Section of Sciences, Koninklijke Akademie van Wetenschappen te Amsterdam. 1904, 6: 809—831.
- Lorentz, H. A. . Proceedings of the Section of Sciences, Koninklijke Akademie van Wetenschappen te Amsterdam. 1905, 7: 438—453, 585—593, 684—691.
- Lorentz, H. A. . Il Nuovo Cimento. 1908, 16: 5—34. doi:10.1007/BF02712254.
- Lorentz, H. A. . Rapp. Réunion Solvay. 1912: 12—48.
- Lorentz, H. A. . Proceedings of the Section of Sciences, Koninklijke Akademie van Wetenschappen te Amsterdam. 1917,. 19 (I—II), 20 (III—IV): 1341—1354 (I), 1354—1369 (II), 2—19 (III), 20—34 (IV).

## 引注
1. ↑  . www.cihai.com.cn.   [2024-02-29]. （原始内容存档于2024-02-29）.
2. ↑  Кляус и др. 1974，第6－8頁.
3. ↑  Кляус и др. 1974，第10－14頁.
4. ↑  Кляус и др. 1974，第15－20頁.
5. ↑  Кляус и др. 1974，第22－24頁.
6. 1 2  McCormmach (Dict) 1973，第488頁.
7. ↑  Кляус и др. 1974，第24－26頁.
8. ↑  Кляус и др. 1974，第27－28頁.
9. ↑  Кляус и др. 1974，第33－35頁.
10. ↑  Кляус и др. 1974，第29－30頁.
11. ↑  Кляус и др. 1974，第36－38, 41頁.
12. ↑  Де Бройль 1962，第36頁.
13. ↑  Кляус и др. 1974，第42－48頁.
14. ↑  Кляус и др. 1974，第52－56頁.
15. ↑  Кляус и др. 1974，第63頁.
16. ↑  Кравец 1953，第15頁.
17. ↑  Кляус и др. 1974，第65－68頁.
18. ↑  Кляус и др. 1974，第63－64頁.
19. ↑  Кляус и др. 1974，第69－73頁.
20. ↑  Кляус и др. 1974，第76－77頁.
21. ↑  Кляус и др. 1974，第81－82頁.
22. ↑  Кляус и др. 1974，第85－87, 109－111頁.
23. ↑  Кляус и др. 1974，第94－96頁.
24. ↑  Кляус и др. 1974，第88, 98, 117頁.
25. ↑  Кляус и др. 1974，第98－101頁.
26. ↑  Кляус и др. 1974，第91－93頁.
27. ↑  Кляус и др. 1974，第120, 124－126頁.
28. ↑  Darrigol (HSPBS) 1994，第269頁.
29. ↑  Кляус и др. 1974，第150—151頁.
30. ↑  Уиттекер 2001，第360頁.
31. ↑  Hirosige 1969，第167－170頁.
32. ↑  Эренфест, П. . . Москва: Наука. 1972: 198.
33. ↑  Hirosige 1969，第159, 171－172頁.
34. ↑  Кляус и др. 1974，第32頁.
35. ↑  Jackson, J. D.; Okun, L. B. . Rev. Mod. Phys. 2001, 73 (3): 670—671. doi:10.1103/RevModPhys.73.663.
36. ↑  Кляус и др. 1974，第153－156頁.
37. ↑  Hirosige 1969，第173－179頁.
38. ↑  Darrigol (book) 2000，第325頁.
39. ↑  Hirosige 1969，第183－186頁.
40. ↑  Кляус и др. 1974，第133－135, 137－143頁.
41. ↑  Уиттекер 2001，第462－466頁.
42. ↑  McCormmach (Isis) 1970，第469, 478－479頁.
43. ↑  Уиттекер 2001，第474－475頁.
44. ↑  Jackson, J. D.; Okun, L. B. . Rev. Mod. Phys. 2001, 73 (3): 673. doi:10.1103/RevModPhys.73.663.
45. ↑  Hirosige 1969.
46. ↑  Schaffner (AJP) 1969.
47. ↑  McCormmach (Isis) 1970.
48. ↑  Darrigol (HSPBS) 1994.
49. ↑  Darrigol (book) 2000，第322－332頁.
50. ↑  Hirosige 1969，第201－202頁.
51. 1 2  Кляус и др. 1974，第160頁.
52. ↑  Кляус и др. 1974，第144－146頁.
53. ↑  Уиттекер 2001，第495－499頁.
54. ↑  Kox (AS) 1990，第603－604頁.
55. ↑  Hoddeson, L. H.; Baym, G. . Proc. Roy. Soc. Lond. A. 1980, 371 (1744): 9－11. doi:10.1098/rspa.1980.0051.
56. ↑  Кляус и др. 1974，第162－163頁.
57. ↑  Kox, A. J. . Eur. J. Phys. 1997, 18 (3): 142－143. doi:10.1088/0143-0807/18/3/003.
58. ↑  Arabatzis, T. . Buchwald, J. Z.; Warwick, A.  (编). . MIT Press. 2001: 179－180, 187.
59. ↑  Abiko, S. . Bevilacqua, F.; Giannetto, E. A.  (编).  (PDF). Milano: Hoepli. 2003: 347－356  [2017-02-14]. （原始内容存档 (PDF)于2020-11-26）.
60. ↑  Кляус и др. 1974，第161, 164－166頁.
61. ↑  Кляус и др. 1974，第210頁.
62. ↑  Кляус и др. 1974，第193－195頁.
63. ↑  Darrigol (HSPBS) 1994，第274頁.
64. ↑  Brown, H. R. . Amer. J. Phys. 2001, 69 (10): 1050. doi:10.1119/1.1379733.
65. ↑  Кляус и др. 1974，第197－200, 212頁.
66. ↑  Кляус и др. 1974，第136, 201頁.
67. ↑  Уиттекер 2001，第478－480頁.
68. ↑  Hirosige 1969，第206－207頁.
69. ↑  McCormmach (Isis) 1970，第469－471頁.
70. ↑  McCormmach (Isis) 1970，第473－474頁.
71. ↑  Кляус и др. 1974，第199, 202頁.
72. ↑  Эйнштейн, А. .  1. Москва: Наука. 1967: 685.
73. ↑  爱因斯坦（著）; 许良英等（编译）. .  第一卷. 北京: 商务印书馆. 1974: 198.
74. ↑  Zahar (I) 1973，第118－120頁.
75. ↑  Кляус и др. 1974，第203－204, 213－216頁.
76. ↑  Кляус и др. 1974，第146－149頁.
77. ↑  McCormmach (Isis) 1970，第475, 480頁.
78. ↑  Janssen, M.; Mecklenburg, M. . Hendricks, V. F.; Jørgensen, K. F.;Lützen, J.;Pedersen, S. A.  (编).  (PDF). Springer. 2006: 65－134  [2017-02-15]. （原始内容存档 (PDF)于2017-07-13）.
79. ↑  Nersessian (Cent) 1986，第232頁.
80. ↑  Schaffner (AJP) 1969，第508－509, 511頁.
81. ↑  Голдберг 1970，第272－277頁.
82. ↑  Nersessian (SHPS) 1984，第200頁.
83. ↑  McCormmach (HSPS) 1970，第50－51, 60－61頁.
84. ↑  Schaffner (AJP) 1969，第510頁.
85. ↑  Zahar (I) 1973，第104－108頁.
86. ↑  Zahar (I) 1973，第122－123頁.
87. ↑  Zahar (II) 1973，第241—243, 259頁.
88. ↑  Schaffner (BJPS) 1974，第73－75頁.
89. ↑  Feyerabend 1974，第26頁.
90. ↑  Nugayev 1985，第61－62頁.
91. ↑  Janssen (PP) 2002，第431頁.
92. ↑  Miller 1974.
93. ↑  Zahar (reply) 1978，第51－59頁.
94. ↑  Brouwer 1980，第428－430頁.
95. ↑  Janssen (PP) 2002，第429－430, 437－439頁.
96. ↑  Nersessian (Cent) 1986，第206－207, 230－231頁.
97. ↑  Суворов, С. Г.  128 УФН. 1979: 460－464  [2017-02-16]. （原始内容存档于2020-12-05）.
98. ↑  Frisch 2005.
99. ↑  Nersessian (Cent) 1986，第234頁.
100. ↑  McCormmach (Isis) 1970，第476－477頁.
101. ↑  Визгин, В. П. . Москва: Наука. 1981: 56－59.
102. ↑  Kox (AHES1) 1988，第68－70頁.
103. ↑  Kox (AHES1) 1988，第71－76頁.
104. ↑  Janssen (SHGR) 1992，第344－349頁.
105. ↑  Janssen (SHGR) 1992，第350－351頁.
106. ↑  Паули, В. . Москва: Наука. 1991: 73.
107. ↑  Кляус и др. 1974，第167－172頁.
108. ↑  Kox (AHES2) 2012，第150－159頁.
109. ↑  Kuhn, T. S.  2nd. Chicago: University of Chicago Press. 1987: 189－196.
110. ↑  Garber, E. . Studies in History and Philosophy of Science Part A. 1976, 7 (2): 106－112.
111. ↑  Кляус и др. 1974，第173－178頁.
112. ↑  Kox (AHES2) 2012，第160－165頁.
113. ↑  Кляус и др. 1974，第186－192頁.
114. ↑  Кляус и др. 1974，第233－235頁.
115. ↑  Kox (AHES2) 2012，第167－168頁.
116. ↑  Лоренц, Г. А.  6. УФН. 1926: 81  [2017-02-17]. （原始内容存档于2020-12-05）.
117. ↑  Kox (AS) 1990，第592頁.
118. ↑  Kox (AS) 1990，第594－599頁.
119. ↑  Kox (AS) 1990，第602頁.
120. ↑  Kox (AS) 1990，第600－603頁.
121. ↑  Кляус и др. 1974，第221－223頁.
122. ↑  Кляус и др. 1974，第97頁.
123. 1 2  Кляус и др. 1974，第100頁.
124. 1 2  J. J. O'Connor, E. F. Robertson. . MacTutor Biography. University of St Andrews.   [2012-11-22]. （原始内容存档于2012-11-24）.
125. ↑  Кляус и др. 1974，第64頁.
126. ↑  Кляус и др. 1974，第88頁.
127. ↑  McCormmach (Dict) 1973，第489－490頁.
128. ↑  Кляус и др. 1974，第129頁.
129. ↑  . Leiden University.   [2013-06-11]. （原始内容存档于2013-06-11）.
130. ↑  . Leiden University.   [2013-06-11]. （原始内容存档于2013-06-11）.
131. ↑  . Leiden University.   [2013-06-11]. （原始内容存档于2013-06-11）.